# Karaka Karenze
 (juin 2023).
Karaka Karenze est un soldat rwandais qui était chef des opérations de l'armée rwandaise en 2001. Il a dirigé l'armée dans la mission Pweto en République démocratique du Congo, dont il a retiré quelque 3 000 soldats en février 2001.

Il a déclaré:
...Il s'agit d'un soutien général au processus de paix, mais aussi d'un geste de bonne volonté qui, nous l'espérons, suscitera une réponse appropriée de la part du gouvernement de Kinshasa...